# Charlee Jacob
Charlee Jacob (Wichita Falls, 2 giugno 1952 – Irving, 14 luglio 2019) è stata una scrittrice statunitense specializzata in letteratura dell'orrore.

## Biografia
Nell Anne “Charlee” Jacob nasce il 6 giugno 1952 a Wichita Falls nel Texas da John W. Carter II e Lilian Althur Carter.
Inizia a pubblicare delle poesie a partire dal 1981 usando lo pseudonimo di Charlee Carter Broach.
Archeologa, cuoca e commerciante, esordisce nel 1997 con il romanzo This Symbiotic Fascination giungendo in finale al Premio Bram Stoker al romanzo d'esordio e all'International Horror Guild Award.
Plurivincitrice ai premi Bram Stoker, muore il 14 luglio 2019 a Irving, nel Texas.

## Opere principali

### Romanzi
- This Symbiotic Fascination (1997)
- Haunter (2003)
- Soma (2004)
- Vestal (2005)
- Wormwood Nights (2005)
- Dread in the Beast: The Novel (2005)
- Still (2007)
- Dark Moods (2007)

### Racconti
- I giorni della bestia (Dread in the Beast: A Hardcore Horror Collection, 1998), Trieste, Independent Legions, 2016 traduzione di Nicola Lombardi ISBN 978-88-99569-13-6.
- Up, Out of Cities That Blow Hot and Cold (2000)
- Geek Poems (2006)
- The Indigo People: A Vampire Collection (2007)

### Poesie
- Skin (2000)
- Flowers from a Dark Star (2000)
- Taunting The Minotaur (2001)
- Guises (2002)
- Cardinal Sins (2003)
- The Desert (2004)
- Sineater (2005)
- Heresy (2007)

### Antologie
- Chim+Her (2003)
- Four Elements (2012)

## Premi e riconoscimenti
- Premio Bram Stoker alla raccolta poetica: 2001 finalista con Taunting the Minotaur, 2002 finalista con Guises, 2003 finalista con Cardinal Sins, 2004 finalista con The Desert, 2005 vincitrice con Sineater, 2007 finalista con Heresy, 2013 vincitrice con l'antologia Four Elements
- Premio Bram Stoker alla raccolta narrativa: 2000 finalista con Up, Out of Cities That Blow Hot and Cold, 2007 finalista con Up, Out of Cities That Blow Hot and Cold
- Premio Bram Stoker al romanzo: 2005 vincitrice con Dread in the Beast: The Novel
- Premio Bram Stoker al romanzo d'esordio: 1998 finalista con This Symbiotic Fascination
- Premio Bram Stoker al racconto: 2002 finalista con The Plague Species
- Premio Bram Stoker al racconto lungo: 1998 finalista con Dread in the Beast